# Jacques de Morgan
Jean-Jacques de Morgan (Huisseau-sur-Cosson, Loir-et-Cher, 3 de junho de 1857 - 14 de junho de 1924)  foi um engenheiro de minas, geólogo e arqueólogo francês. Morgan foi o diretor de antiguidades do Quedivato do Egito durante o século XIX e escavou em Mênfis e Dachur, oferecendo muitos desenhos das pirâmides egípcias. Ele também trabalhou em Stonehenge, e Persépolis, e muitos outros sítios.
Também foi para a Armênia Rússia, como gerente de uma mina de cobre em Akhtala. "O Cáucaso é de especial interesse no estudo das origens de metais; é o ponto mais oriental que vestígios pré-históricos são conhecidos;  mais antiga do que a Europa e a Grécia, ainda mantém os traços de civilizações, que foram o berço da nossa própria."
Em 1887-89, ele revelou 576 túmulos ao redor de Alaverdi e Acatala, perto da linha ferroviária de Tbilisi-Alexandropol.

## Biografia
Seu pai Eugène, também chamado de "o Barão" de Morgan, foi um engenheiro minerais. Seus interesses estavam em entomologia e pré-história. Ele teve dois filhos, Henry e Jacques. Seus filhos, mais tarde, entraram em trabalho de campo, explorando o Campigny perto de Ruão consigo. Morgan deu o seu nome para a primeira fase do Neolítico Europeu. Com seu pai, Jacques tornou-se familiarizado com Gabriel de Mortillet, que estava ligado com o museu nacional de antiguidades em Saint-Germain durante as escavações dos cemitérios em Merovíngia, e quem lhe mostrou como catalogar objetos de escavação. O objetivo de Morgan era para ser um profissional geólogo como seu pai, e seu estilo de vida pessoal, tinha dado a ele uma maneira de viajar e estudar desde o início de sua juventude. Em 1879, começou a publicar os resultados de sua pesquisas, ilustrada com desenhos que foram marcantes para a precisão de seus documentos. 

### Malaya
Como um homem jovem, Morgan viajou para Perak, então um novo protetorado britânico na Malásia. Em 1884, ele foi chamado por Hugh Low, o Residente de Perak, para produzir o primeiro mapa geológico e mineral do distrito de Kinta em troca de uma lata de concessão em Kliang Lallang perto de Gopeng. Morgan estudou as minas de estanho em torno de Lahat, Papan, Pusing e Gopeng. Uma fotogravura do mapa,  também mostrou a topografia do sistema de drenagem do Kinta Vale, entre o relatório anual de Perak de 1884.
Enquanto estava em Kinta, Morgan foi guiado por um explorador chamado Kulop Riau, usando guias Orang Asli e carregadores. Morgan ficou com o Orang Asli e fez observações etnológicas e desenhos em seu diário de viagem. Morgan também conheceu Raja Bilah, o chefe dos Mandailing em Papan e o decano da Perak Mandailing. Morgan observado as minas Chinesas, Mandailing e Europeias em Papan, e comentou que o mais importante de minas pertencia a Raja Bilah.
Após seu retorno à França, formou uma empresa de mineração de estanho, mas parece ter perdido o interesse financeiro quando esta foi mesclada com a Société des Mines de Etain de Pérak, em 1886, para formar a Société des Etains de Kinta, mais conhecida como SEK, que tornou-se a maior empresa de minas da Malásia.

### Viagens
Morgan viajou para Susiana e tentou refazer os percursos das rotas Assíria do Elão. Chegou a Susa, capital do Elão, que tinha sido explorada seis anos antes, por uma expedição liderada por Marcel Dieulafoy. Como ele explorou as ruínas do lado de fora da pequena aldeia de Shush, sua curiosidade foi despertada pelo alto monte, conhecido como "a Cidadela".
Esses achados levaram para reabrir as escavações no local. Em Teerã, confiou seus planos para o ministro francês, René de Balloy, que estava ansioso para obter um monopólio para a França de pesquisas arqueológicas na Pérsia. Levou tempo, no entanto, antes de estes esforços, com a orientação de Morgan, ser bem-sucedidos. Elw publicou sua Missão scientifique en Perse, com quatro volumes dos estudos geológicos; dois volumes de estudos arqueológicos em túmulos e outros monumentos que tinha visto; um volume dedicado ao dialeto Curdo e as línguas do norte da Pérsia; um volume de textos mandeístas; e dois volumes de estudos geográficos.
O mais importante, no entanto, foi a famosa estela de Narã-Sim da Acádia, que trouxe para Susa, como despojo de guerra do rei elalita de Sutruque-Nacunte.